# 孝恭昭皇后
孝恭昭皇后崔氏（？—？），後唐惠祖李聿妻。
崔氏事跡不詳，只知她嫁與後唐惠祖及生後唐毅祖李教，後來贈封衛國夫人。天成二年（927年）正月，後唐明宗李嗣源追尊崔氏諡號為孝恭昭皇后。